# Aquilegia pubescens
Aquilegia pubescens là một loài thực vật có hoa trong họ Mao lương. Loài này được Coville mô tả khoa học đầu tiên năm 1893.

## Hình ảnh

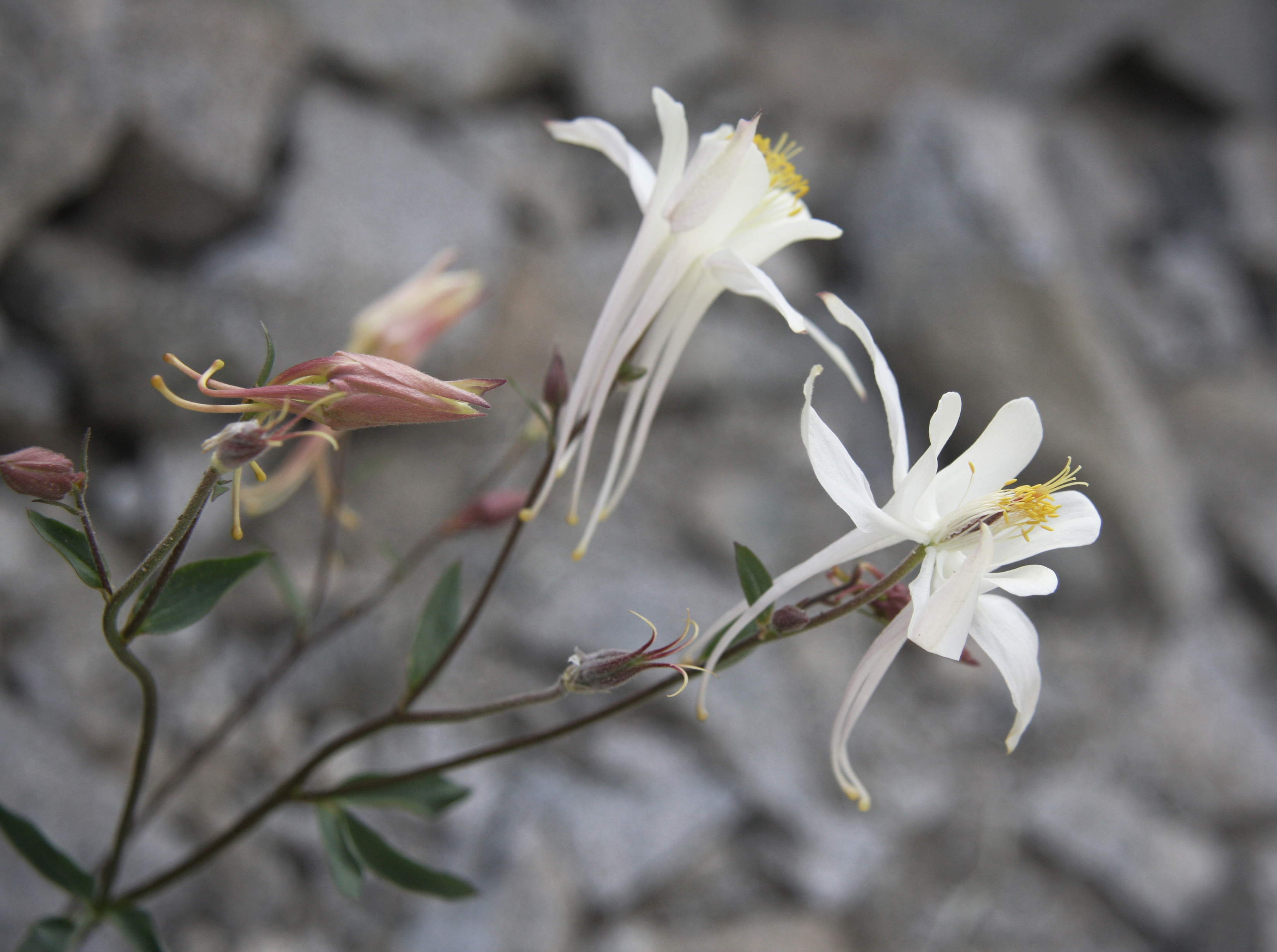
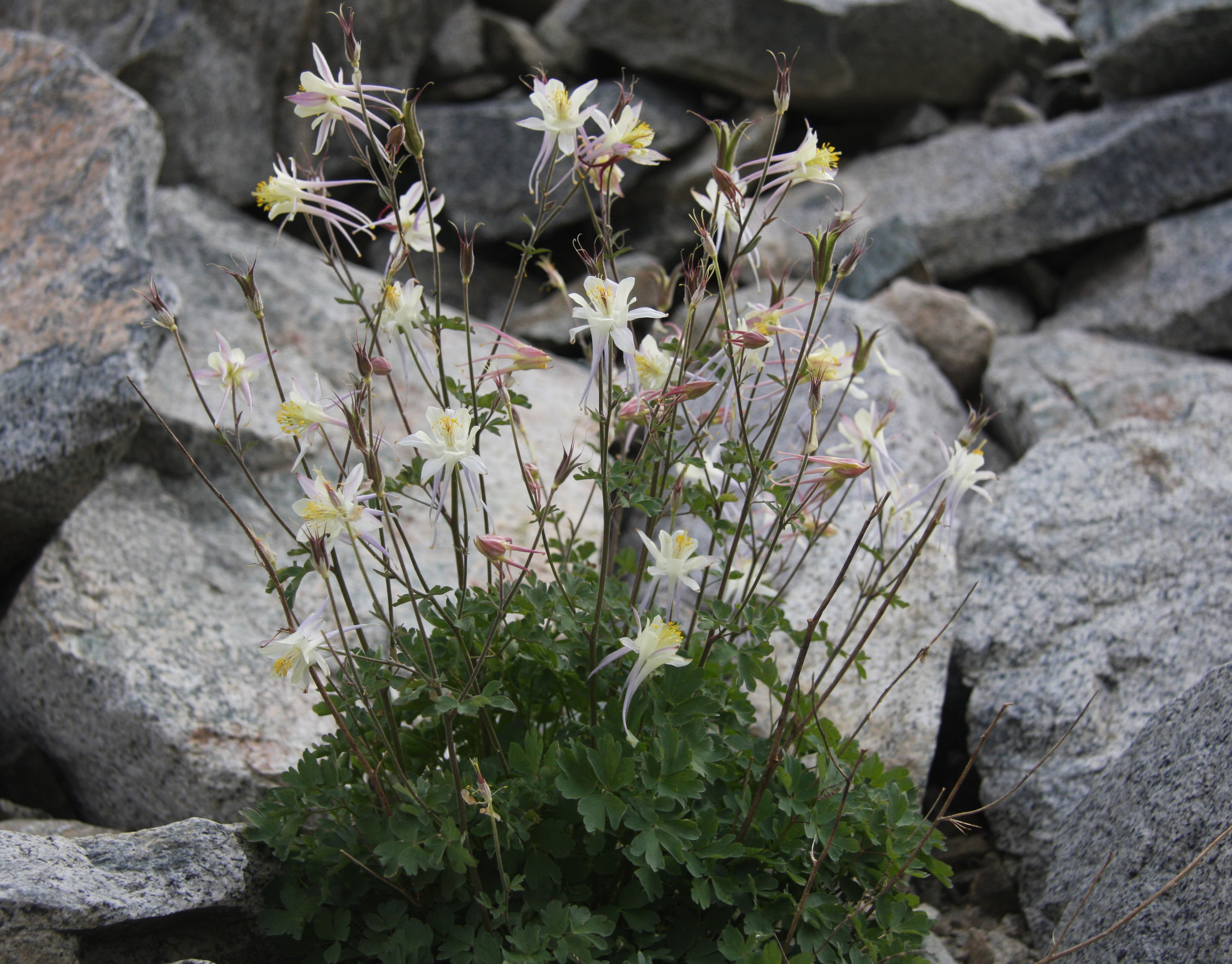
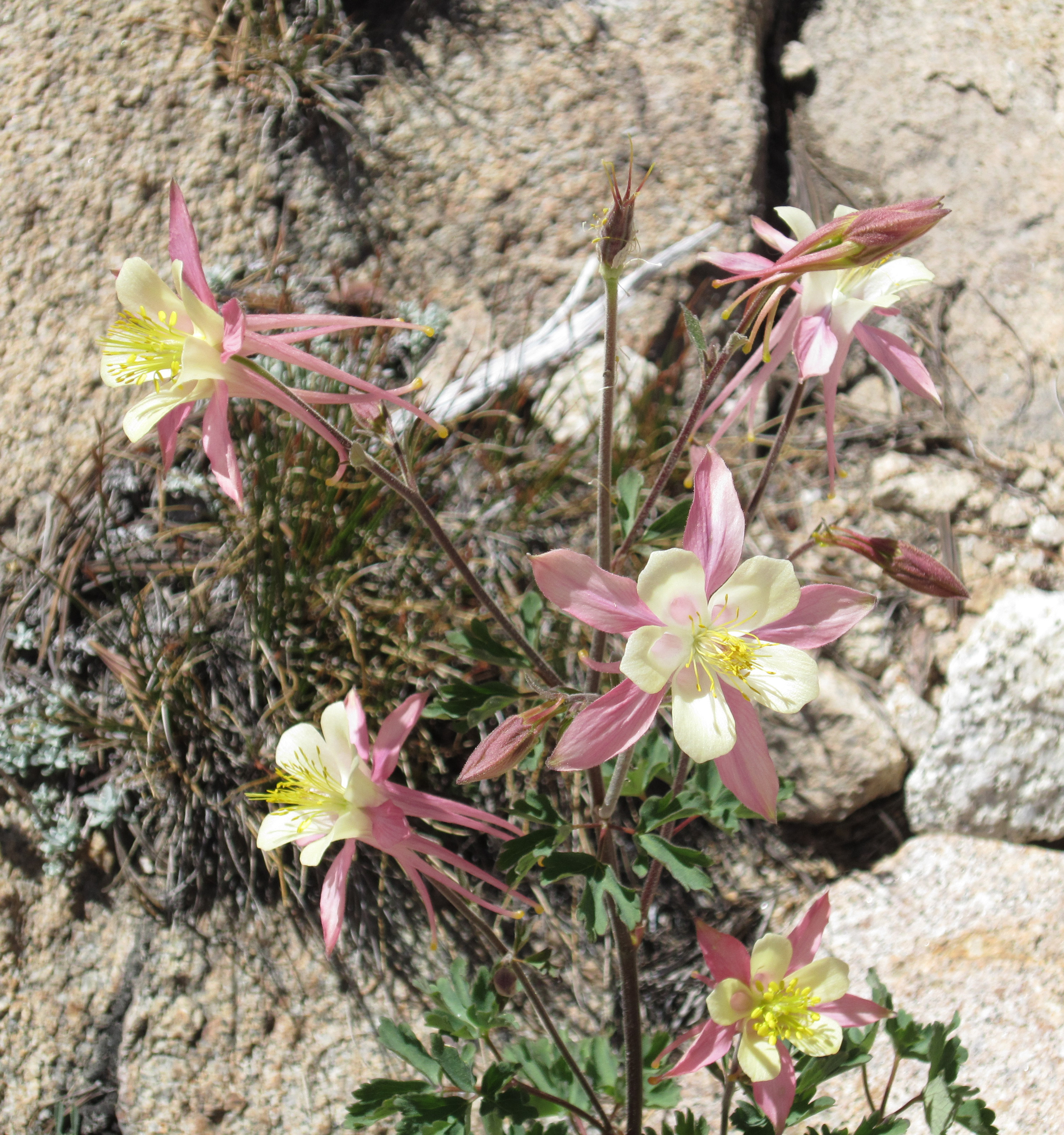
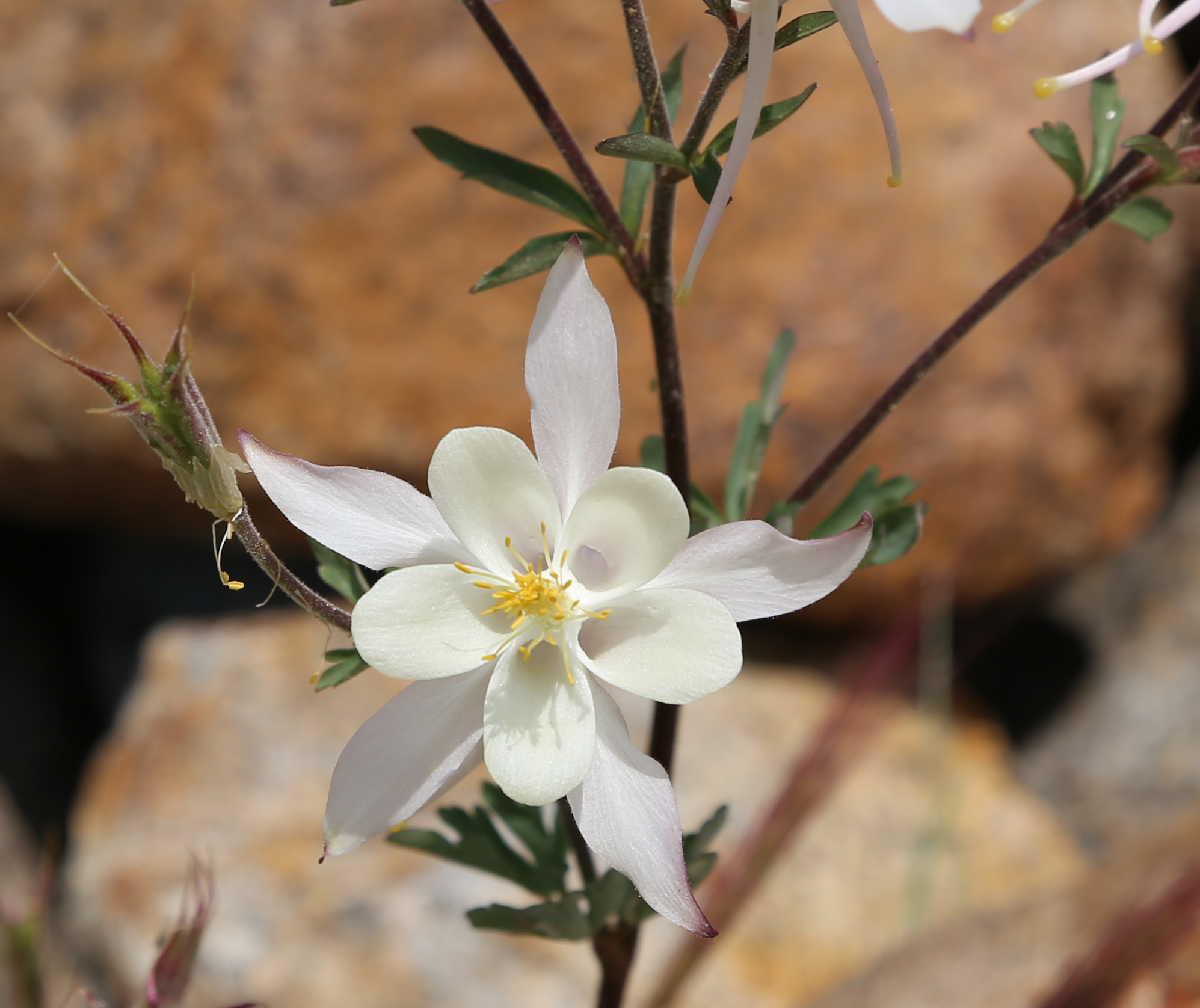